# Pedro de Sousa
Pedro Xavier da Silva de Sousa (sinh ngày 7 tháng 7 năm 1990), thường gọi Pedrinho, là một cầu thủ bóng đá người Curaçao thi đấu ở vị trí Thủ môn cho CVV Willemstad. Anh từng thi đấu cho RKSV Centro Dominguito và UNDEBA. Anh sinh ra và lớn lên ở Curaçao, nhưng cũng mang quốc tịch Bồ Đào Nha từ gia đình.

## Sources
- ffk.cw Lưu trữ ngày 6 tháng 3 năm 2017 tại Wayback Machine
- Pedro de Sousa tại FootballDatabase.eu
- Pedro de Sousa tại TheFinalBall.com
- ffk.cw Lưu trữ ngày 6 tháng 3 năm 2017 tại Wayback Machine